# Шагыр (Актюбинская область)
Шагыр (каз. Шағыр) — упразднённое село в Шалкарском районе Актюбинской области Казахстана. Входило в состав Кишикумского сельского округа. Код КАТО — 156442700. Упразднено в 2019 г.

## Население
В 1999 году население села составляло 77 человек (44 мужчины и 33 женщины). По данным переписи 2009 года, в селе проживали 53 человека (29 мужчин и 24 женщины).